# Catedral de Nantes
La catedral de San Pedro y San Pablo (del francés: Cathédrale Saint-Pierre-et-Saint-Paul), también conocida como catedral de Nantes, es un templo católico de estilo gótico ubicado en Nantes, Países del Loira, Francia. Su construcción se inició en 1434 en el emplazamiento de la anterior catedral románica, transcurriendo un periodo de 457 años hasta su conclusión en 1891. La catedral de San Pedro y San Pablo es la sede de la Diócesis de Nantes, y en 1862 fue declarada por el Gobierno francés como Monumento histórico de Francia.
Debido a un incendio intencionado en julio de 2020, la catedral se encuentra cerrada temporalmente por restauración hasta comienzos de 2025.

## Contexto
Mediados del siglo XV era efectivamente un período propicio para el desarrollo de este tipo de proyectos, ya que Bretaña había recuperado la suficiente prosperidad comercial gracias a una política diplomática oportunista y hábil que la colocó relativamente al margen de los grandes conflictos de la época, en especial entre los reinos de Francia e Inglaterra, por lo que respecta a Bretaña. Adicionalmente, la creación de una catedral tan imponente, unida a la implicación que en su génesis tuvo el poder ducal, coadyuvaron a la legitimación de dicho poder en un contexto difícil como consecuencia de la guerras de sucesión al Ducado de Bretaña. Nótese por lo demás que Nantes no fue la única ciudad bretona en beneficiarse de esta voluntad política de Juan V de Bretaña: citemos por ejemplo la obra similar de la fachada de la catedral de Quimper, iniciada diez años más tarde, en 1424.

## Historia
La piedra fundacional de la catedral se colocó el 14 de abril de 1434 por el duque de Bretaña Juan V y por Jean de Malestroit, obispo de Nantes (1417-1443). El primer maestro de obras fue Guillaume de Dammartin, más tarde sustituido por Mathurin Rodier. La construcción comenzó por la fachada occidental, los tramos de la nave y sus capillas laterales.

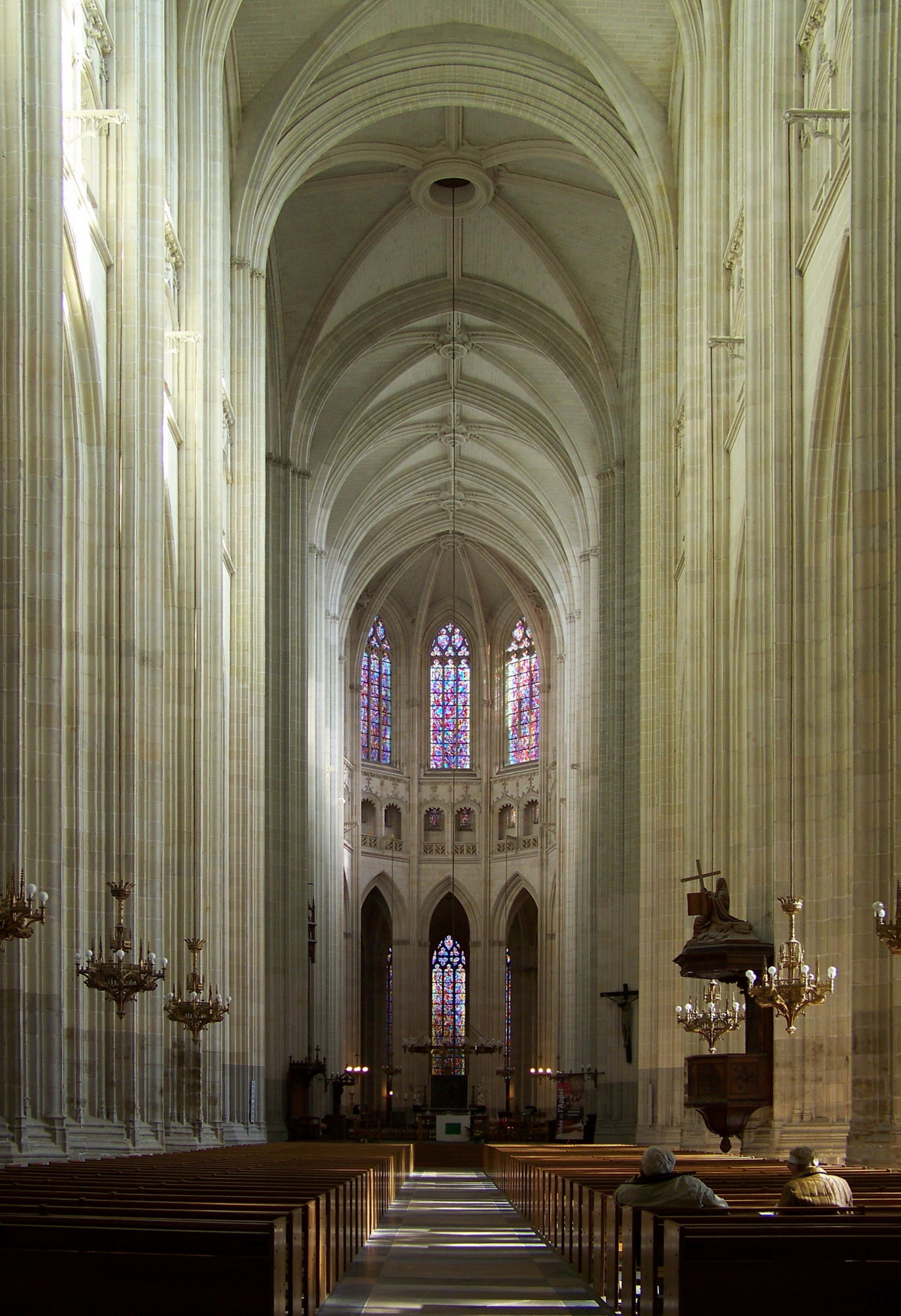
Nave de la catedral.

Leniaud y otros autores dividen el proceso constructivo en cinco fases. La primera se produjo entre 1434 y 1470, cuando se erigieron la fachada occidental y la crujía de la torre, así como el tramo meridional de la nave con sus capillas y la arcada de pilares del sur. Las bases de estos pilares se asimilan a los del coro del Monte Saint-Michel, que fue comenzado tras 1444. Los escudos del duque Juan V, quien falleció en 1442, se ubicaron en la escalera que accede al balcón, sobre la puerta ducal y en la parte meridional de la crujía sur de la torre. Las bóvedas del campanario de esa torre se decoraron con los escudos del obispo Guillaume de Malestroit (1443-1462). El triforio de la crujía de la torre fue construido en estilo gótico tardío o flamígero, previo al ubicado en la propia nave. Las decoraciones de bronce de la puerta principal se realizaron en 1482. La segunda fase se realizó entre 1470 y 1490, cuando se construyeron la nave, la crujía septentrional y sus capillas. En la tercera fase, entre 1500 y 1516, se instalaron las vidrieras en el gran muro occidental, como regalo de la reina Ana de Bretaña. En 1500 se abovedó la primera crujía de la nave; entre 1508 y 1516 se completaron y abovedaron la crujía oriental de los tramos sur de la nave y sus capillas y se comenzó el transepto sur. Las donaciones provenían del obispo Guillaume Gueguen y el arquitecto fue Jacques Drouet.
Las dos últimas fases son postmedievales. Entre los años 1626 y 1630 se abovedó completamente la nave, mientras que el transepto sur fue finalizado en algún momento entre 1631 y 1637 en un estilo gótico. Louis Le Vau recomendó al Capítulo en Nantes que construyera el coro en estilo gótico. El resto del transepto norte y el coro, bajo la dirección de Felix Seheult, fueron realizados entre 1840 y 1891, en un renacimiento de la fe católica. La demora también se debió a que la antigua iglesia románica se hallaba junto a las murallas defensivas de la ciudad, por lo que debía derruirse antes de completar el coro; se destruía la antigua catedral a la vez que se estaba realizando una nueva y más grande.
El edificio fue dañado por los bombardeos aliados durante la Segunda Guerra Mundial el 15 de junio de 1944. El 28 de enero de 1972 se produjo un gran incendio en el tejado, quizás por el soplete de un trabajador. Los bomberos consiguieron controlar el fuego, pero la obra de carpintería del tejado quedó ampliamente afectada, deplorándose igualmente otros muchos daños en el templo. Este hecho está en el origen de la contratación de una gigantesca obra de restauración, que constituye sin lugar a dudas la más completa de las obras de restauración de interiores catedralicios en el territorio francés.

### Incendio de 2020
El 18 de julio de 2020 se produjo un incendio en la catedral que afectó especialmente al órgano principal, construido por Jacques Girardet en 1621, que fue completamente destruido, a otro órgano más pequeño a la izquierda del altar. Más tarde se descubrió que el incendio fue producido por Emmanuel Abayisenga, un inmigrante ruandés indocumentado que trabajaba como voluntario en la catedral y que vivía en Francia desde 2012. El 9 de agosto de 2021 Abayisenga asesinó al sacerdote Olivier Maire, quien lo hospedaba en su vivienda desde hacía meses en Saint-Laurent-sur-Sèvre. Las obras de restauración obligaron a un cierre temporal de la catedral hasta comienzos de 2025.

## Arquitectura

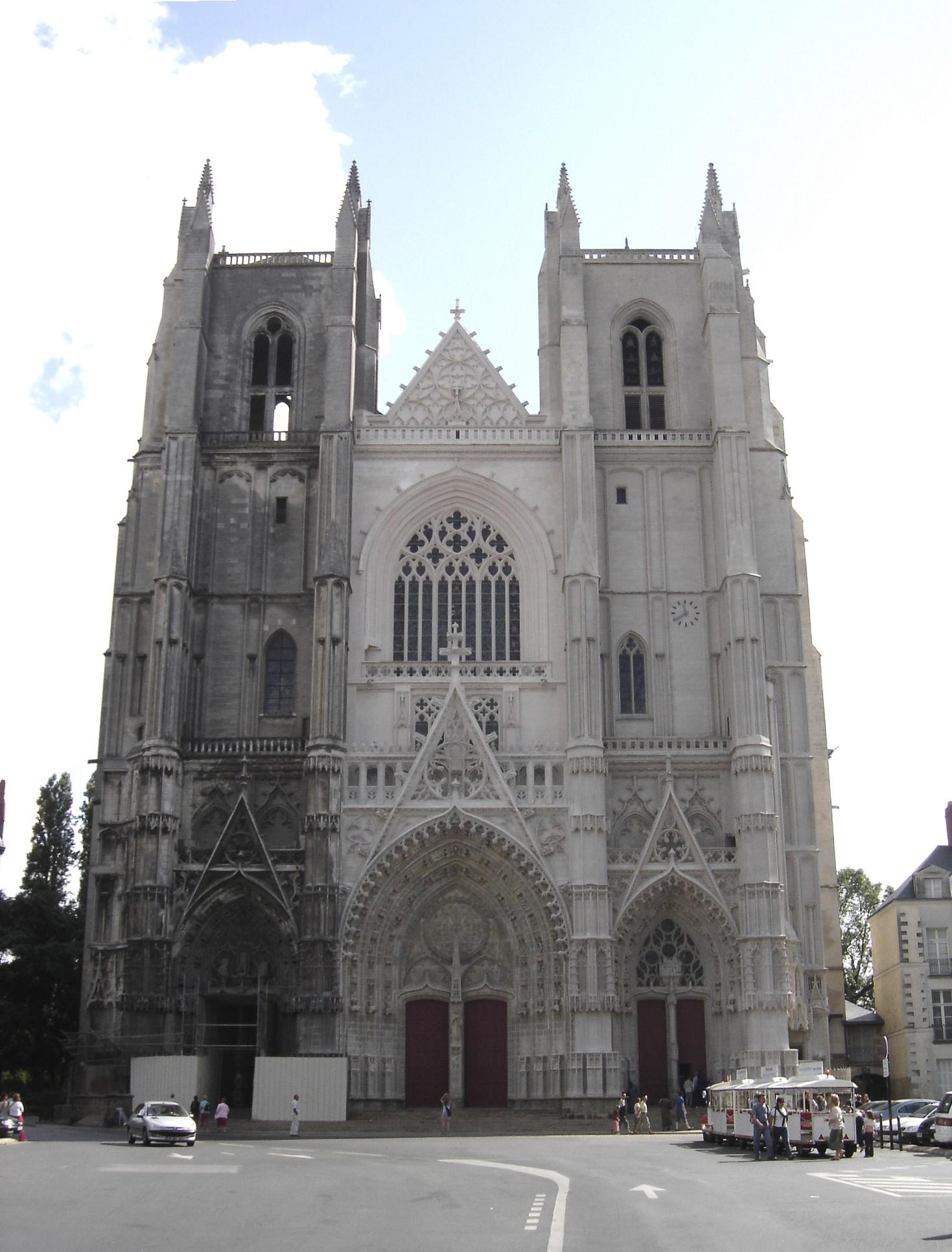
Fachada occidental, en curso de restauración (de ahí las diferencias cromáticas).

La fachada de la catedral de Nantes se encuentra enmarcada por dos torres de aspecto masivo, rematadas por una terraza superior cada una de ellas. La fachada presenta algunas particularidades destacables, como la presencia de un púlpito exterior previsto para las plegarias dirigidas a los fieles reunidos en la plaza, o la organización en cinco portadas con bóvedas ricamente decoradas, tres centrales y dos laterales. Si bien esta fachada no posee, en su conjunto, ni la elegancia ni la nobleza arquitectónica de otras edificaciones góticas de la época, dicha falta se encuentra ampliamente compensada por la belleza del interior de la construcción. La blancura de la toba calcárea, acentuada además por las recientes labores de restauración del conjunto, las imponentes dimensiones de la nave (103 metros de longitud, una altura en la nave principal de 37,5 m), o el efecto producido por la esbeltez y gracia de sus inmensos pilares producen admiración.

## Elementos destacables
Puede admirarse en su interior el sarcófago y las estatuas yacentes de Francisco II (véase Tumba de Francisco II de Bretaña) y de Margarita de Foix, padres de la duquesa Ana de Bretaña, ejecutadas a principios del siglo XVI por Michel Colombe y Jean Perréal. Considerada como una obra maestra de la escultura francesa, establece un nexo entre épocas: de la Edad Media hacia el Renacimiento; y entre regiones: el estilo italiano coexiste y se une armoniosamente al estilo francés.
La Catedral acoge igualmente el cenotafio del general Christophe Louis Léon Juchault de Lamoricière, un monumento erigido en 1878 como homenaje del Papado a los servicios que le había efectuado este nativo de la región.

## Acontecimientos
Ante la Catedral, en la plaza de San Pedro, Nicolás Fouquet fue arrestado por d'Artagnan el 5 de septiembre de 1661 por orden de Luis XIV de Francia.